# Pentane-1,2-diol
Le pentane-1,2-diol est un alcool de formule brute C5H12O2. C'est une molécule chirale car l'atome de carbone 2 portant un hydroxyle est asymétrique. Le pentane-1,2-diol se présente donc sous la forme de deux énantiomères : le R-pentane-1,2-diol et le S-pentane-1,2-diol.